# Barrage Mamlha
 (février 2016).
Si vous disposez d'ouvrages ou d'articles de référence ou si vous connaissez des sites web de qualité traitant du thème abordé ici, merci de compléter l'article en donnant les références utiles à sa vérifiabilité et en les liant à la section « Notes et références ».

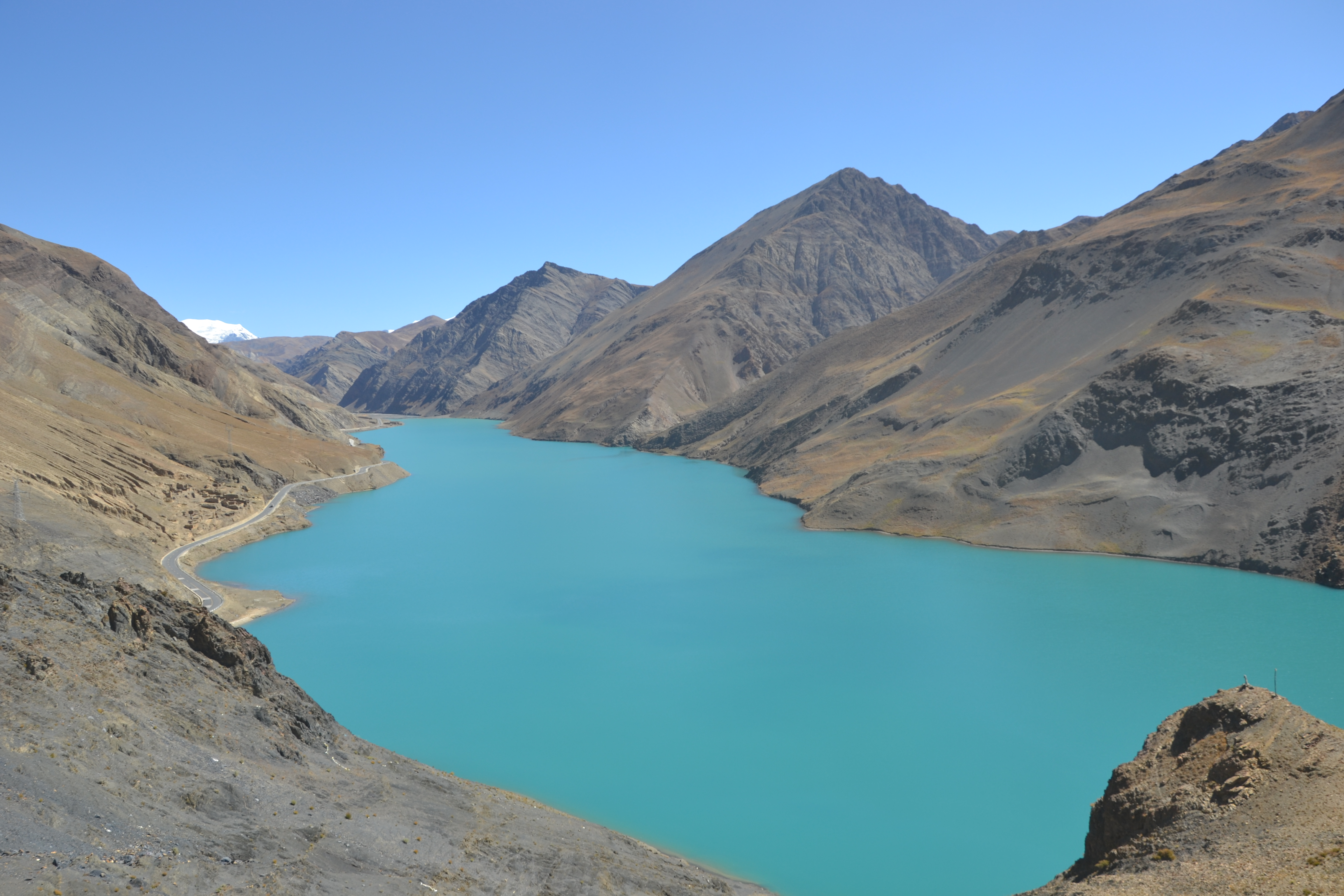

Le barrage Mamlha, ou barrage Mamla (chinois : 满拉水利枢纽 ; pinyin : mǎnlā shuǐlì shūniǔ), est un barrage et bassin hydraulique artificiel de la Région autonome du Tibet en République populaire de Chine, sur le cours de la Nyang Chu.
Construit entre 1995 et 1999, il a une capacité de production électrique de 20 MW.